# Forn ibèric de Sant Cugat del Vallès

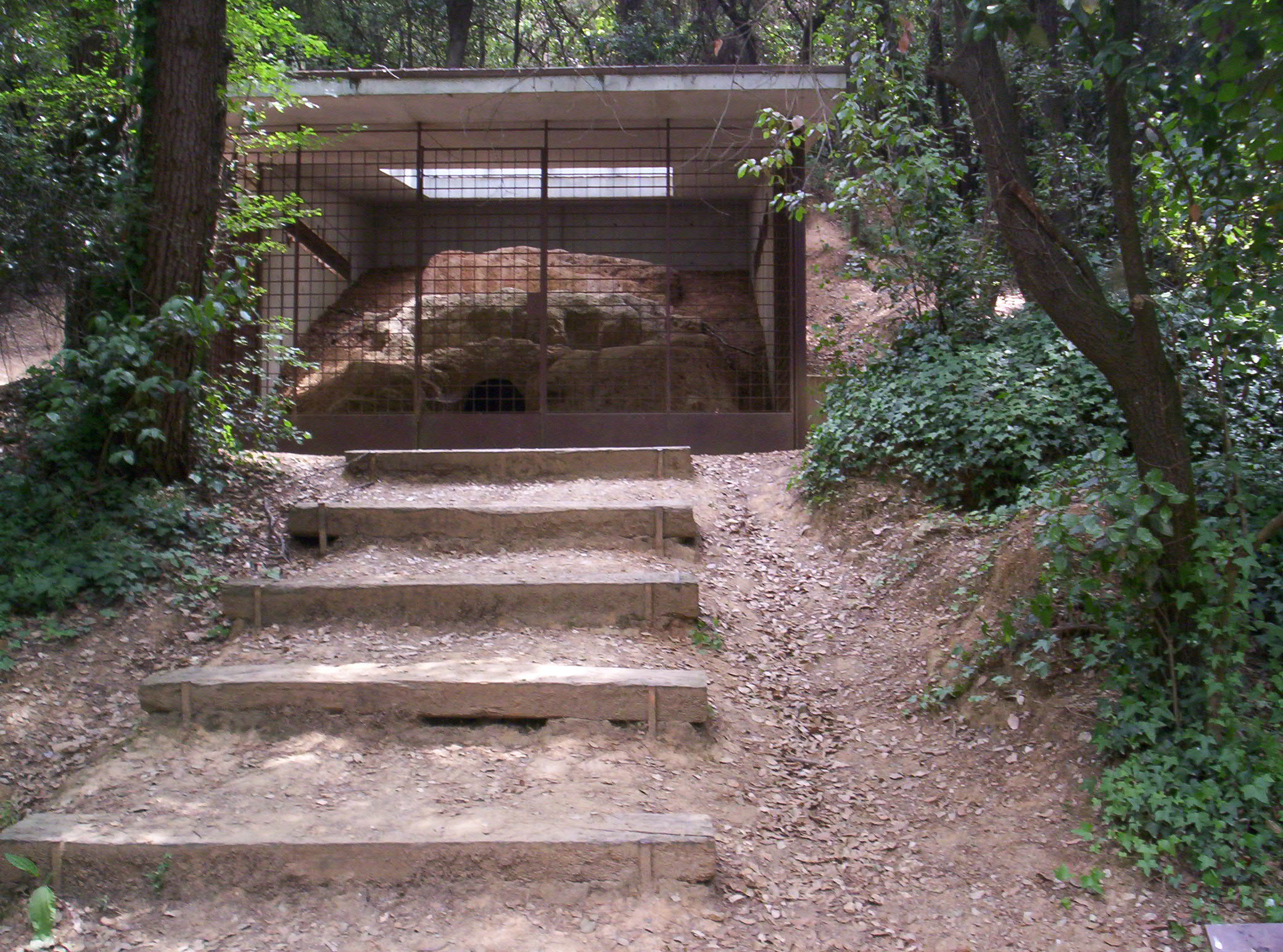
Accés exterior al forn ibèric de Sant Cugat del Vallès

El forn ibèric de Sant Cugat del Vallès és una construcció ben conservada situada a la serra de Collserola, al costat de l'ermita de Sant Adjutori, per on passava la via romana de Bàrcino a Sant Cugat. Data del període baixrepublicà romà (segles II i I aC), i va ser reformat íntegrament l'any 2003. És de tipologia romana i conserva la cambra de foc quadrada i restes de la cambra de cocció. El forn es destinava per coure-hi peces d'obra i teules.